# São João (kommun i Brasilien, Pernambuco, lat -8,86, long -36,39)
São João är en kommun i Brasilien.   Den ligger i delstaten Pernambuco, i den östra delen av landet, 1 500 km nordost om huvudstaden Brasília. Antalet invånare är 21 305. Arean är 244 kvadratkilometer.
Terrängen i São João är platt norrut, men söderut är den kuperad.
Följande samhällen finns i São João:
- São João

Omgivningarna runt São João är huvudsakligen savann. Runt São João är det ganska tätbefolkat, med 80 invånare per kvadratkilometer.